# Рока д'Арче
Рока д'Арче (итал. Rocca d'Arce) је насеље у Италији у округу Фрозиноне, региону Лацио.
Према процени из 2011. у насељу је живело 157 становника. Насеље се налази на надморској висини од 479 м.

## Становништво
Према резултатима пописа становништва 2011. у општини је живело 971 становника.
| 1931. | 1936. | 1951. | 1961. | 1971. | 1981. | 1991. | 2001. | 2011. |
| ----- | ----- | ----- | ----- | ----- | ----- | ----- | ----- | ----- |
| 1.544 | 1.550 | 1.586 | 1.250 | 1.036 | 985   | 1.059 | 1.031 | 971   |